# Kazimierz Sarnicki
Kazimierz Jan Klemens Sarnicki (ur. 27 stycznia 1898, zm. 1976 w Buckinghamshire) – doktor praw, podpułkownik służby sądowej Wojska Polskiego.

## Życiorys
Urodził się 27 stycznia 1898. Przed 1914 był uczniem C. K. Gimnazjum im. Franciszka Józefa we Lwowie. Po wybuchu I wojny światowej wstąpił do Legionów Polskich 16 sierpnia 1914 i służył jako szeregowy w 1 pułku artylerii. W terminie nadzwyczajnym 10 czerwca 1916 zdał egzamin dojrzałości w macierzystym gimnazjum.
Po odzyskaniu przez Polskę niepodległości został przyjęty do Wojska Polskiego. Został awansowany do stopnia porucznika artylerii ze starszeństwem z dniem 1 czerwca 1919, a następnie do stopnia kapitana artylerii ze starszeństwem z dniem 1 lipca 1923. W latach 20. pozostawał oficerem 5 pułku artylerii polowej w garnizonie Lwów. Ukończył studia prawnicze, w 1928 uzyskując tytuł naukowy doktora praw na Uniwersytecie Jagiellońskim. W 1928, pozostając oficerem 5 pułku artylerii polowej, pracował w Wojskowym Sądzie Okręgowym Nr VI we Lwowie. Przeniesiony do służby sądowej został awansowany do stopnia majora w korpusie oficerów sądowych ze starszeństwem z dniem 1 stycznia 1932. W latach 30. pracował w Departamencie Sprawiedliwości Ministerstwa Spraw Wojskowych. W jego strukturze w sierpniu 1939 w stopniu podpułkownika audytora był szef Wydziału Administracji Sądownictwa i Więziennictwa. Publikował w „Wojskowym Przeglądzie Prawniczym”.
Po wybuchu II wojny światowej w okresie kampanii wrześniowej sprawował stanowisko szefa Sądu Polowego Nr 76, powołanego przy Kwaterze Głównej Naczelnego Wodza. 
Po wojnie pozostał na emigracji w Wielkiej Brytanii. W 1946 był prokuratorem Najwyższego Sądu Wojskowego w Londynie w strukturze Polskich Sił Zbrojnych. Uchwałą z 26 września 1946 Tymczasowego Rządu Jedności Narodowej Edwarda Osóbki-Morawskiego, wraz z 75 innymi oficerami Wojska Polskiego, został pozbawiony obywatelstwa polskiego, które przywrócono mu w 1971. 10 maja 1951 został powołany przez Prezydenta RP na uchodźstwie Augusta Zaleskiego na stanowisko sędziego Sądu Obywatelskiego w Londynie. Używał nazwiska Casimir Clement John Sarnicki. Mieszkał w miejscowości Wraysbury.
Zmarł w 1976 w Buckinghamshire.

## Ordery i odznaczenia
- Krzyż Niepodległości (16 września 1931)[22][23]
- Krzyż Walecznych[24][25]
- Złoty Krzyż Zasługi (11 listopada 1936)[26][27]